# Świt (Słowacja)
Świt (słow. Svit) – miasto na Słowacji, w powiecie popradzkim kraju preszowskiego. Położone u stóp Tatr Wysokich nad rzeką Poprad na wysokości 715 m n.p.m. Znajduje się w odległości 5 km na zachód od miasta Poprad. Ludność: 7,6 tys. (2011).
Świt jest jednym z najmłodszych miast Słowacji. Zostało założone w 1934 na terenach odkupionych od gminy Veľká jako  osada przyfabryczna przez firmę obuwniczą Bata. Firma ta miała wówczas paternalistyczną politykę tworzenia nowych miejscowości dla swoich pracowników. Od 1937 używało nazwy Obec Veľká – Osada Svit, następnie tylko Svit, a w 1961 otrzymało prawa miejskie.
Nazwa miasta (Svit) to skrót od Slovenské Vizkózové Továrne, czyli "słowacka fabryka wiskozy".
Świt znane jest również jako najmniejsze pod względem powierzchni miasto Słowacji – zajmuje powierzchnię 4,5 km².

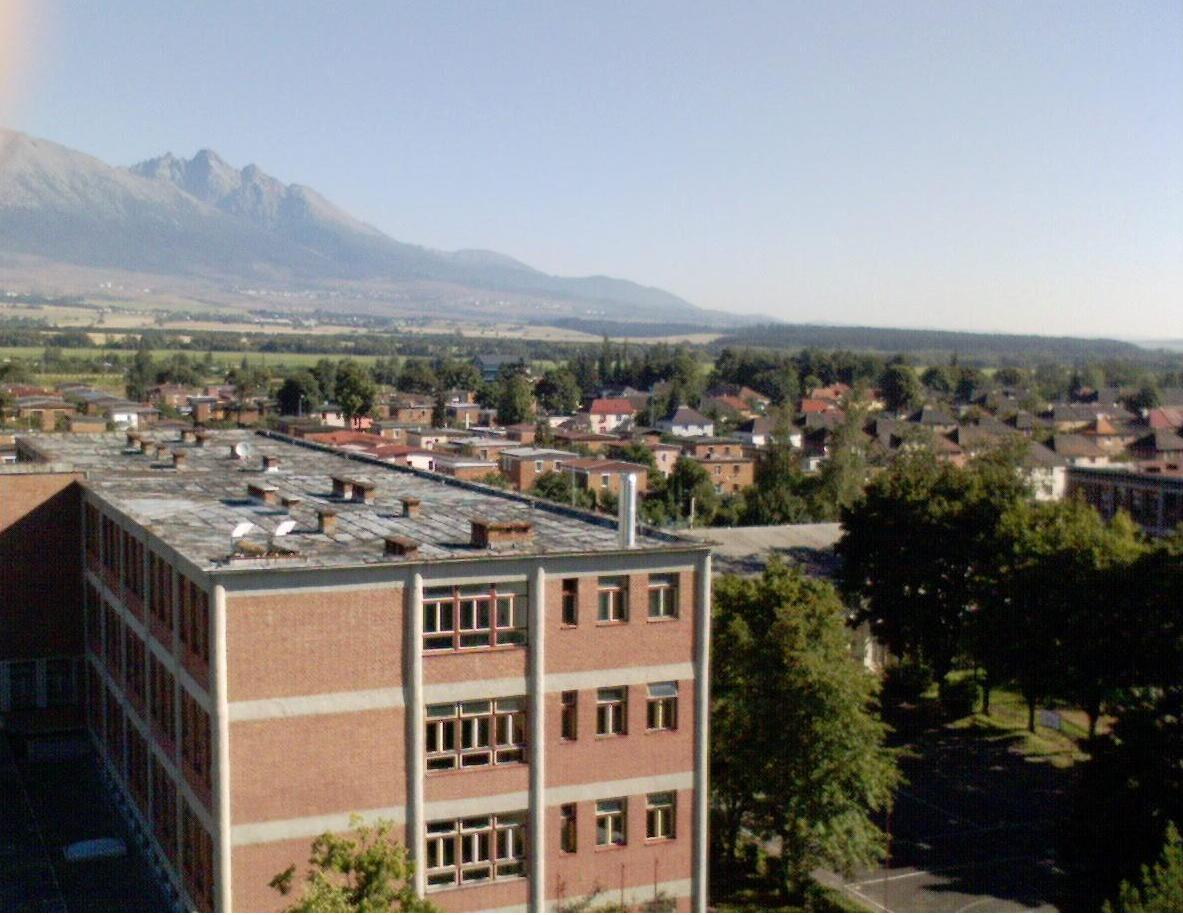
Svit

## Miasta partnerskie
- Česká Třebová, Czechy
- Knurów, Polska
- San Lorenzo in Campo, Włochy[6]